# John Pound
Sir John Pound, 1. Baronet (* 27. Juni 1829; † 18. September 1915) war ein britischer Politiker, der unter anderem von 1904 bis 1905 Lord Mayor of London war.

## Leben

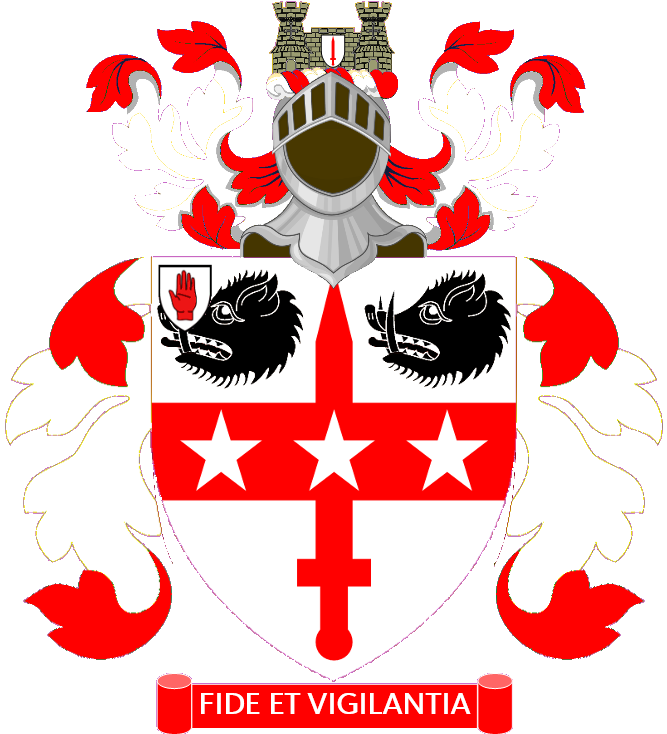
Wappen des Sir John Pound, 1. Baronet

John Pound, Sohn von Henry Pound, trat nach dem Schulbesuch in das Familienunternehmen John Pound & Co. ein, welches neben Koffern und Kleiderkoffern auch Jagdtaschen, Hutkoffer, Schreibkoffer und Geldbörsen in drei Fabriken fertigte und über acht Auslieferungslager sowie fünf Geschäfte in Leadenhall Street, Regent Street, Oxford Street, Piccadilly und Tottenham Court Road vertrieb. Er wurde schließlich Direktor des Unternehmens sowie auch Mitglied und zeitweise Meister (Master) der Gilde der Lederhändler Worshipful Company of Leathersellers, eine der Livery Companies der City of London. Er war zwischen 1892 und seinem Tode 1915 für den Stadtteil Aldgate Mitglied des Londoner Stadtrates (Alderman) und bekleidete auch das Amt als Lieutenant of the City of London. Darüber hinaus über viele Jahre Vorstandsvorsitzender der London General Omnibus Company (LGOC).
Im November 1904 übernahm er als Nachfolger von Sir James Ritchie das Amt als Lord Mayor der City of London und hatte dieses Amt bis zu seiner Ablösung durch Walter Morgan im November 1905 inne. Am 3. August 1905 wurde ihm in der Baronetage of the United Kingdom der erbliche Adelstitel Baronet, of Stanmore in the County of Middlesex, in der Baronetage of the United Kingdom. Für seine Verdienste für die Beziehungen mit dem Ausland wurde er zudem Großoffizier des spanischen Orden de Isabel la Católica, Großoffizier des Christusordens von Portugal, Kommandeur des japanischen Ordens der Aufgehenden Sonne und Ritter der französischen Ehrenlegion.
Aus seiner am 3. Dezember 1856 geschlossenen Ehe mit Harriet Lulham gingen drei Söhne und drei Töchter hervor. Der älteste Sohn John Lulham verstarb bereits als Säugling. Der zweitälteste Sohn hieß ebenfalls John Lulham (1860–1937) und erbte beim Tod des Vaters am 18. September 1915 den Titel als 2. Baronet. Der jüngste Sohn Percy Herbert Pound (1870–1951) war ebenfalls zeitweilig Lieutenant of the City of London.